# Октомврийска среща на дейци на ВМОРО (1918)
Октомврийската среща на дейци на ВМОРО е проведена на 23 октомври 1918 година в зала № 8 на Софийския университет и е посветена на 25-годишнината от основаването на Вътрешнета македоно-одринска революционна организация. Срещата е проведена месец след капитулацията на България в Първата световна война и реокупацията на Вардарска и Егейска Македония от Сърбия и Гърция и основният обсъждан проблем е какви действия трябва да предприемат македонските българи в новата обстановка. На нея присъстват около 60 дейци на легалното и нелегалното македонско движение.
На срещата се изказва проф. Любомир Милетич, който заявява, че от войната трябва да се направят изводи и поуки, но не бива да се изпада в пораженство, и че най-важното е македонските българи да не допуснат национално самоубийство, отказвайки да се борят за своята свобода. Такива изказвания правят и Георги Баждаров, Кирил Пърличев, Симеон Радев, Гьорче Петров, Тодор Александров, генерал Александър Протогеров, Тома Карайовов, Георги Кулишев, Панчо Михайлов, които заявяват, че при ново сръбско и гръцко робство, ВМОРО отново ще поведе борба за освобождение с всички сили и средства.
Любомир Милетич подканя присъстващите дейци да оставят настрана партизанщината и старите разногласия и да запазят настъпилото военновременно единство, но на срещата се очертават отново противоречията между бившата десница и бившата левица (серчани) във ВМОРО. Левичарите Гьорче Петров, Димо Хаджидимов и други настояват за провеждане на конгрес на организацията, на която Централният комитет да даде отчет за дейността от избирането си в 1911 година насетне и да бъде избран нов.
На срещата се решава да се възобнови дейността на легалните македонски бежански братства, за да може те да се включат в борбата за решаване на Македонския въпрос на мирната конференция. Така месец по-късно е свикан Учредителеният събор на македонските бежански братства, на който е представена десницата във ВМОРО. Левицата формира така нареченото Временно представителство на обединената бивша ВМОРО.